# 양희종
양희종(梁熙鍾, 1984년 5월 11일 ~ )은 대한민국의 前 농구 선수이다. 포지션은 스트레치 포이다. 2007년 대한민국 프로농구 신인 드래프트에서 1라운드 3순위로 안양 KT&G 카이츠 (현 안양 KGC인삼공사)에 지명되었다.
양희종은 수비스페셜리스트로써 상대팀의 주득점원을 원천봉쇄하는 역할을 하는 블루워커 스타일의 선수이다. 하지만 과격한 수비로 한국의 보웬이라는 별명도 가지고 있다. 그리고 스타기질이 있는 선수라 결정적일 때 한방을 터뜨려준다. 2011 2012시즌 챔피언결정전 6차전에서 종료 9초전 뱅크샷은 프로농구 역사에 남을 위닝샷으로 KGC인삼공사를 우승으로 이끌었다. 게다가 2014년 아시안 게임 결승전에서 1,2쿼터 파울트러블에 걸리고도 3,4쿼터 반칙없이 이란의 주득점원 바라미 선수를 수비하면서 대한민국의 우승에 크게 공헌하였다.

## 출신학교
- 매산초등학교
- 삼일중학교
- 삼일상업고등학교
- 연세대학교

## 경력

### 클럽
- 2007 안양 KT&G 카이츠
- 2009.04 ~ 2011.02 상무 농구단
- 2011.02 ~ 2023 .03 안양 KGC인삼공사

### 국가대표
- 2004 동아시아 선수권 대회 국가대표
- 2006 월드바스켓볼챌린지 국가대표
- 2006 제15회 도하 아시안게임 남자 농구 국가대표
- 2007 제24회 아시아 남자농구선수권대회 국가대표
- 2010 제16회 광저우 아시안게임 남자농구 국가대표
- 2011 동아시아 남자농구선수권대회 국가대표
- 2011 윌리엄 존스컵 남자농구 국가대표
- 2011 제26회 FIBA 아시아선수권대회 국가대표
- 2014 제17회 인천 아시안게임 남자농구 국가대표

## 수상
- 2001년 종별농구선수권대회 MVP
- 2002년 제27회 협회장기 최우수 선수상
- 2008년 SK텔레콤 T프로농구 스포츠토토 한국농구대상 신인상
- 2009년 동부프로미 프로농구 수비 5걸
- 2010년 농구대잔치 남자부 MVP
- 2010년 아시안 게임 농구 남자 은메달
- 2014년 아시안 게임 농구 남자 금메달

## 그 외 활동
- 2009 버커루 모델

## 에피소드
배우 서지혜, 가수 시원, 환희 등과 절친으로 알려져 있다.